# Gottlob Friedrich Thomas
Gottlob Friedrich Thomas (* 1755 in Lengenfeld/Vogtl.; † 1835 in Graslitz/Böhmen) war ein Industriepionier, Kaufmann und Spinnereibesitzer. Er baute und betrieb die erste Baumwollfeinspinnerei im Vogtland.

## Leben
Der Sohn des Lehrers und Organisten Gottfried Thomas (1727–1810) erlernte das Handwerk eines Webers. Mitte der 1750er Jahre wurde Thomas Mitglied der Falkensteiner Weberinnung. Hier entwickelte er sich vom einfachen Weber zum Verleger und später zum Schaumeister. 1786 heiratete er Christiane Rosine Bonitz, die Tochter eines Zwönitzer Spitzenhändlers. Aus der Ehe stammten die Kinder Ferdinand (1790–1858) und Auguste Henriette. 
Durch den Handel mit Falkensteiner Kammertuch, einem neuen, batistähnlichen Gewebe, dessen alleiniger Verleger er bis 1795 war, stieg Thomas zu den zehn bedeutendsten Baumwollwarengroßhändlern des Vogtlandes auf. Ab 1800 beschäftigte er sich zunehmend mit der Entwicklung von Maschinen zum Spinnen von Baumwolle und dem Aufbau von Spinnereien in Lengenfeld. Um 1810 gab er seine Tätigkeit als Baumwollwarenhändler zu Gunsten seiner Spinnereien endgültig auf. In den 1820er Jahren zog er sich von der Leitung seiner Fabriken zurück und widmete sich der maschinellen Wollspinnerei. Er starb 1835 im böhmischen Graslitz.

## Leistungen
Als Tuch- und Baumwollwarenhändler wusste er um die zunehmende Abhängigkeit der vogtländischen Weberei von englischen, maschinell hergestellten Baumwollgarnen. Thomas beschäftigte sich deshalb seit 1795 mit der maschinellen Spinnerei. Insbesondere die Herstellung von Feingarnen, die für vogtländisches Musselin benötigt wurden, galt damals als technische Herausforderung. Die Erfolge der ersten sächsischen Maschinenspinnereien von Carl Friedrich Bernhard in Harthau und Wöhler & Lange in Chemnitz spornten seine Bemühungen an. Vorerst betrieb Thomas in seinem Wohnhaus in Lengenfeld eine Maschinenbauwerkstatt und eine kleine Baumwollspinnerei zu Versuchszwecken. 1802 ließ er auf seinem Grundstück ein Fabrikgebäude errichten und stattete es, da in Sachsen noch kein Spinnmaschinenbau existierte, mit weitgehend selbst gebauter Spinnereitechnik aus. Wesentlichen Anteil an der Entwicklung der Maschinen hatte der von Thomas angestellte Werkmeister Johann Gottlieb Mehnert (1779–1825). Thomas gelang es, im Jahre 1806 in seiner Fabrik die ersten drei Feinspinnmaschinen einschließlich der Krempel- und Vorspinnmaschinen in Betrieb zu nehmen und ein hochwertiges Baumwollgarn zu erzeugen. Dies gilt als die Geburtsstunde der maschinellen Feinspinnerei im Vogtland. Sie war ein Meilenstein auf dem Weg der Industrialisierung des regionalen Textilgewerbes.
Im Zuge der Napoleonischen Kontinentalsperre erweiterte Thomas seine Spinnereikapazität beträchtlich. Gemeinsam mit seinem Schwager Friedrich Gottlob Bonitz (1773–1841) baute er 1808 in der oberen Lengenfelder Aue eine Baumwollspinnerei, die sogenannte „obere Maschine“, sowie 1812 in Grün eine weitere Spinnerei. In diesen Jahren gehörte Gottlob Friedrich Thomas neben Christian Gotthelf Brückner in Mylau und Ernst Wilhelm Conrad Gössel in Plauen zu den größten Spinnereifabrikanten der Region. Vor allem durch die Thomas-Bonitzschen Spinnereien verfügte das Städtchen Lengenfeld/Vogtl. 1816 mit 24.400 Maschinenspindeln zeitweilig über die größte Spinnereikapazität im gesamten Vogtland. Darüber hinaus hatte die Thomassche Maschinenbauwerkstatt bis 1812 insgesamt 18.420 Feinspindeln installiert und war damit der drittgrößte Spinnmaschinenbauer im Königreich Sachsen. Mit der Aufhebung der Kontinentalsperre 1814 ging der Boom der Baumwollspinnerei zu Ende und viele kleinere Spinnereien gerieten in finanzielle Schwierigkeiten, wovon die Thomas-Bonitzschen Spinnereien auf Grund ihrer Größe vorerst nicht betroffen waren. In den 1820er Jahren überließ Thomas zunehmend seinem Schwager und Mitinhaber Friedrich Gottlob Bonitz, seinem Sohn Ferdinand und seinem Schwiegersohn Carl Wilhelm Rollmann den Betrieb der Baumwollspinnereien. Thomas selbst soll sich in seinen letzten Lebensjahren mit der damals noch wenig verbreiteten maschinellen Wollspinnerei und dem Verkauf von Spinnmaschinen beschäftigt haben. 